# Claudia Marcella minor
Claudia Marcella minor (PIR2 C 1103) of Marcella de Jongere (39 v.Chr. - ) was de dochter van Gaius Claudius Marcellus en Octavia Thurina minor. Ze kwam kort na de dood van haar vader ter wereld. Ze werd daarom opgevoed in het huis van haar moeder samen met haar (half-)broers en zussen.
Ze huwde Lucius Aemilius Lepidus Paullus (PIR2 A 373[dode link]), consul in 34 v.Chr. aan wie ze een zoon schonk: Paulus Aemilius Regillus (PIR2 A 396). Het is mogelijk dat dit reeds haar tweede huwelijk. Door dit huwelijk werd de belangrijke republikeinse gens Aemilia verbonden met de Julisch-Claudische dynastie.
Na de dood van Paullus zou ze Marcus Valerius Messalla Barbatus Appianus (PIR1 V 89, een Romeins senator die in 12 v.Chr. consul was, huwen. Ze hadden een zoon Marcus Valerius Messalla Barbatus (PIR1 V 88), die de vader zou worden van Valeria Messalina, de derde echtgenote van de princeps Claudius. Mogelijk was ze bij hem ook de moeder van Claudia Pulchra.
Ze schijnt haar echtgenoot te hebben overleefd, maar het is onbekend in welk jaar ze overleed.
Sommige bronnen vermoeden dat dit meisje het kind was dat door Vergilius beschreven werd in zijn vierde ecloga, het kind dat de start van de nieuwe gouden tijd zou aankondigen.

## Voetnoot
1. ↑  U. Fusco - G.L. Gregori, A proposito dei matrimoni di Marcella minore e del monumentum dei suoi schiavi e liberti, in ZPE 111, pp. 226–232. Gearchiveerd op 14 maart 2023.